# Cressdnaviricota

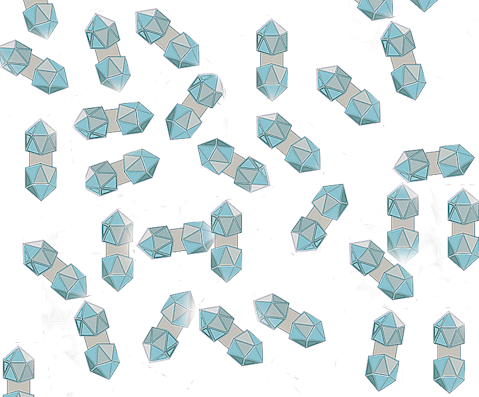
Schemazeichnung: Geminiviridae-Partikel

Cressdnaviricota (informell CRESS-DNA-Viren) ist die Bezeichnung für ein Phylum von Viren im Reich Shotokuvirae, Realm Monodnaviria, deren Genom aus Einzelstrang-DNA (ssDNA) besteht und deren natürliche Wirte Eukaryoten (eventuell auch Archaeen) sind.
Sie replizieren ihr Genom per Rolling-Circle-Replikation (englisch rolling circle replication, RCR), gestartet durch ein viruseigenes Protein mit der Bezeichnung REP.
Wegen dieser Replikationsmethode stellen die Cressdnaviricota die „prototypischen“ Vertreter des Realms Monodnaviria dar.
Mit der Einrichtung dieses Phylums hat das International Committee on Taxonomy of Viruses (ICTV) die zuvor informell als Supergruppe der CRESS-DNA-Viren (en. CRESS DNA viruses) als offizielles Taxon anerkannt. Sie umspannen derzeit sieben Familien.
Die CRESS-DNA-Viren werden mit einer Vielzahl von Krankheiten in Verbindung gebracht. Darunter sind Krankheiten bei wirtschaftlich wichtigen Nutzpflanzen sowie eine Vielzahl von Krankheiten bei Tieren einschließlich des Menschen.
Die Bezeichnung Cressdnaviricota setzt sich zusammen aus dem Akronym CRESS (circular REP-encoding single-stranded ‚zirkulär, REP-kodierend, einzelsträngig‘), DNA, und der Endung -viricota für Virusphyla. Dieses ICTV-bestätigte Phylum von DNA-Viren mit zirkulärem Einzelstrang-DNA-Genom ist nicht zu verwechseln mit der Ordnung Crassvirales mit zirkuläem Doppelstrang-DNA-Genom, deren Wirte Bakterien sind.

## Beschreibung

### Genom

Genomkarte von der Spezies Porcines Circovirus-1 (PCV-1), Circoviridae

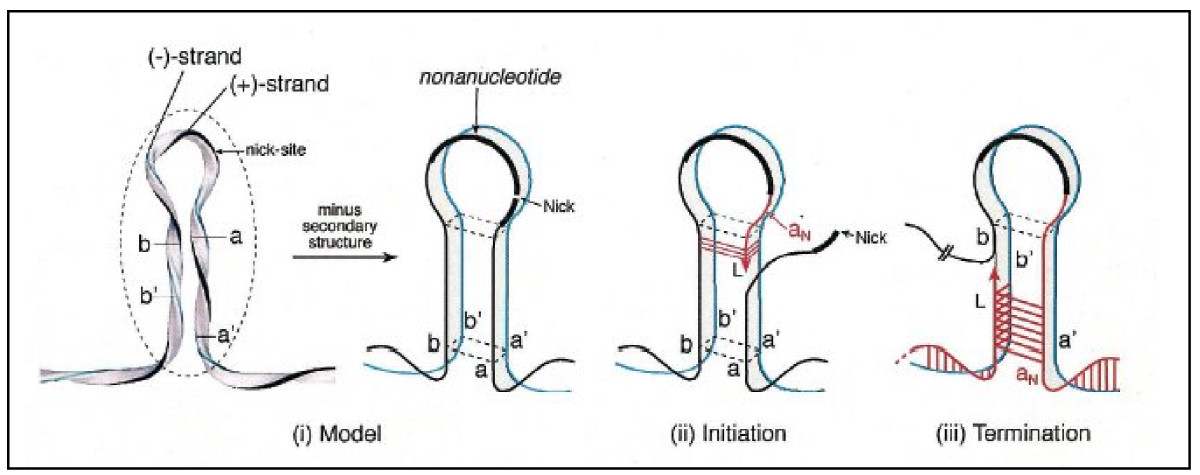
Die Haarnadelstruktur (stem-loop) des Replikationsursprungs: Replikationsstart per melting pot-Mechanismus

Das Genom der Cressdnaviricota kodiert für zwei wesentliche Proteine:
- das REP (oder Rep) – dieses startet (initiiert) die Rolling-Circle-Replikation (englisch rolling circle replication, RCR) des zirkulären Virusgenoms. Sie ist im Phylum konserviert, d. h. wenig unterschiedlich, da sie sich im Lauf der Evolution nicht wesentlich verändert hat. Rep ist eine Endonuklease der HUH-Superfamilie. Endonukleasen sind Enzyme, die Phosphodiesterbindungen innerhalb einer Polynukleotidkette spalten können. HUH- oder HuH-Endonukleasen sind spezielle Endonukleasen, die
  - ein HUH-Motiv (histidine-hydrophobic-histidine) enthalten, das aus zwei Histidinresten besteht, die durch einen sperrigen hydrophoben Rest getrennt sind,
  - und ein Y-Motiv, das einen oder zwei Tyrosinreste enthält.
 HUH-Endonukleasen werden grob in zwei Kategorien von Enzymen eingeteilt: Replikationsinitiationsproteine (Rep) und Relaxase-/Mobilisierungsproteine. Die HUH-Endonuklease der ssDNA-Viren gehört zur ersten Gruppe (Rep), weil die von ihr vermittelte Spaltung des (zirkularen) viralen Genoms die Replikation einleitet.[5][7]
- das CP (auch Cp, CAP oder Cap) – dieses bezeichnet ein Kapsidprotein, also ein Protein, das das Kapsid der Virusteilchen (Virionen) aufbaut.

Im Gegensatz zu den REP-Proteinen sind die Kapsidproteine der CRESS-DNA-Viren nicht ortholog, sondern wurden mehrfach unabhängig voneinander von RNA-Viren übernommen. Daher ist das Gen für das REP-Protein das (alleinige) Kriterium, um über die Zugehörigkeit zum Phylum Aufschluss zu geben.

### Wirte
Die Familien der Cressdnaviricota parasitieren Wirte in der gesamten Domäne der Eukaryoten, mit:
- Pflanzen (Nanoviridae, Geminiviridae),
- Pilzen (Genomoviridae),
- Tieren (Circoviridae) und
- Algen (Bacilladnaviridae).

Mitglieder der beiden Familien Smacoviridae und Redondoviridae wurden durch Metagenomik entdeckt wurden infizieren vermutlich ebenfalls Tiere, obwohl auch eine Assoziation von Smacoviren mit methanogenen Archaeen vorgeschlagen wurde.

## Systematik

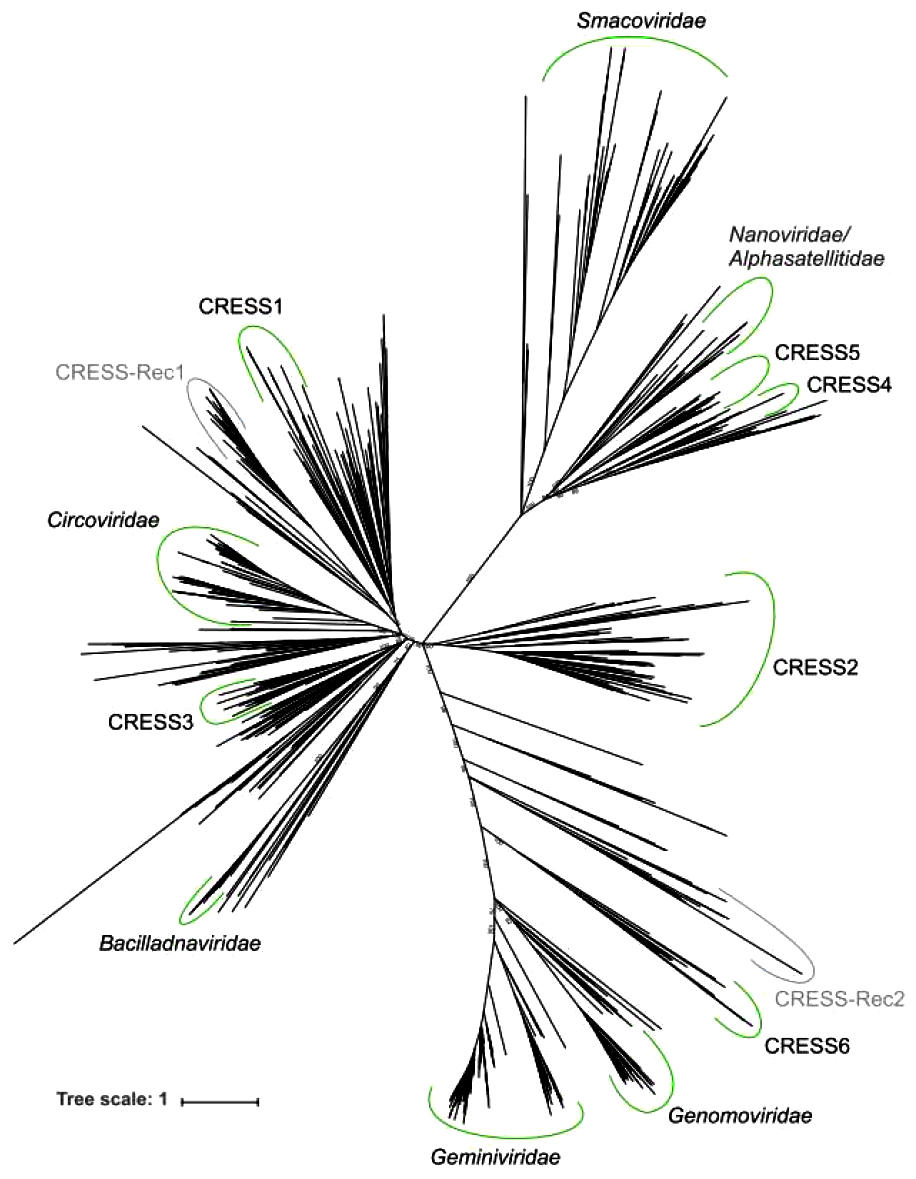
Ungewurzelter Phylogenetischer Baum der CRESS-DNA-Viren nach Kazlauskas, Varsani und Krupovic (2018, Supplement). Der nach rechts zeigende Ast entspricht den Geplafuvirales.

Die Systematik der CRESS-DNA-Viren ist nach ICTV (Master Species List #39v3) und Vorschlag 2021.010F folgende (Stand Mai/Juni 2024):
Realm Monodnaviria
- Reich Shotokuvirae
  - Phylum Cressdnaviricota
    - Klasse Arfiviricetes (Ar von Arginin; fi von Finger; Eigenschaft des Rep-Proteins, konserviert unter den Mitgliedern)
      - Ordnung Baphyvirales
        - Familie Bacilladnaviridae (7 Gattungen)

      - Ordnung Cirlivirales
        - Familie Circoviridae (2 Gattungen)
        - Familie Endolinaviridae (Hudisavirus-ähnliche Viren, 4 Gattungen)
        - Familie Vilyaviridae (15 Gattungen)

      - Ordnung Cremevirales
        - Familie Smacoviridae (12 Gattungen)

      - Ordnung Gredzevirales
        - Familie Gandrviridae (8 Gattungen)
        - Familie Ouroboviridae (30 Gattungen)

      - Ordnung Jormunvirales (nahe verwandt mit Cirlivirales)
        - Familie Draupnirviridae

      - Ordnung Lineavirales
        - Familie Oomyviridae

      - Ordnung Mulpavirales
        - Familie Amesuviridae (2 Gattungen)
        - Familie Anicreviridae (9 Gattungen, animal associated CRESS viruses, früher provisorisch auch CRESSV4 oder CRESS4[8][12][13][14])
        - Familie Metaxyviridae (1 Gattung, von altgriechisch μεταξύ metaxy, deutsch ‚dazwischen‘: Verwandtschaft von CFDV mit Mitgliedern der Familien Geminiviridae und Nanoviridae)
          - Gattung Cofodevirus
            - Spezies Cofodevirus kokonas mit Coconut foliar decay virus (CFDV, Kokosnuss-Blattfäulevirus)[15][16]

        - Familie Nanoviridae (2 Gattungen)
        - Familie „CRESSV5“ (alias „CRESS5“)[8][12][13][14]
        - ?Familie Alphasatellitidae (vorgeschlagene Zuordnung)

      - Ordnung Recrevirales
        - Familie Redondoviridae (1 Gattung)

      - Ordnung Ringavirales (nahe Cirlivirales)
        - Familie Pecoviridae (8 Gattungen, früher CRESSV1 oder CRESS1[8][12][13][14])

      - Ordnung Rivendellvirales
        - Familie Naryaviridae (11 Gattungen)

      - Ordnung Rohanvirales
        - Familie Adamaviridae (18 Gattungen, nach dem Ring von Adamant, auch Ring von Nenya, aus den Romanen von J. R. Tolkien; früher CRESS2 alias „CRESSV2“)
          - Gattung Valarivirus
            - Spezies Valarivirus sithago mit Dragonfly circularisvirus (DfCirV): Isolat TO-DF3E-2010[17] (zu CRESS2[18]) – früher vorschlagsgemäß zu Klade Circularisvirus

          - Gattung(?) „Circularisvirus“[19] (=Valarivirus?, zusammen mit DfCirV zu „CRESS2“)
            - Spezies „Cybaeus spider associated circular virus 1“ (CySACV-1), in Spinnen der Gattung Cybaeus[20]
            - Spezies „Golden silk orbweaver associated circular virus 1“ (GoSOrbACV-1), in Spinnen der Gattung Nephila[20]
            - Spezies „Longjawed orbweaver circular virus 1“ (LjOrbCV-1), in Spinnen der Gattung Leucauge[20]
            - Spezies „Spinybacked orbweaver circular virus 1“ (SpOrbCV-1), in Spinnen der Gattung Gasteracantha[20]

        - Familie Kirkoviridae (10 Gattungen)
        - Familie Nenyaviridae[21] (6 Gattungen, nach dem Ring von Nenya, aus den Romanen von J. R. Tolkien; Wirt: Giardia)

      - Ordnung Saturnivirales
        - Familie Kanorauviridae (24 Gattungen)
          - Gattung Chinseivirus
            - Spezies Chinseivirus sewoxi, mit Sewage-associated circular DNA virus-24 (KM821759)[22]

          - Gattung Doseivirus
            - Spezies Doseivirus sewoxi, mit Sewage-associated circular DNA virus-8 (KJ547632)[23]

          - Gattung Kronovirus
            - Spezies Kronovirus crassaminis, mit Lake Sarah-associated circular virus-49, Isolat LSaCV-49-LSSO-2013 (KP153508) – Sediment des Lake Sarah (Neuseeland)[24]

          - Gattung Ninurtavirus (24 Spezies)
            - Spezies Ninurtavirus oceanis (provisorisch „Circoviridae LDMD-2013b“), mit Circoviridae 18 LDMD-2013 (KF133825) und Circoviridae 12 LDMD-2013 (KF133819)[25]

          - Gattung …

        - Familie Mahapunaviridae (11 Gattungen)

    - Klasse Repensiviricetes
      - Ordnung Geplafuvirales
        - Familie Geminiviridae (15 Gattungen)
        - Familie Genomoviridae (10 Gattungen)
        - Familie Geplanaviridae (18 Gattungen, früher „CRESS6“ alias „CRESSV6“[6])[9]
        - Familie „CRESS-Rec2“
        - ohne Familienzuordnung: Kandidaten-Gattung/Klade „Nepavirus“

    - weitere vorgeschlagene Familien:[8][12][13][14]
      - Familie „CRESS1-Rec1“ – nahe Bacilladnaviridae (Baphyvirales) oder Circoviridae (Cirlivirales)
      - Familie oder Klade „GasCSV-like viruses“ mit Spezies „Gastropod associated circular ssDNA virus“ (GasCSV)[26][27]
      - Familie „Cruciviridae“[28][29] ohne nähere Zuordnung, mit „Boiling Springs Lake RNA-DNA hybrid virus“ (BSL-RDHV) und „Idotea-Virus IWaV278“[30]
        - Gattung oder Klade „Volvovirus“[31]
          - Spezies: „Acheta domesticus volvovirus“ (AdVVV), Isolate AdVVV-Japan, AdVVV-GA, IAF, Thailand und YG1991.1, in Heimchen[32][33]
          - Spezies: „Cricket associated circular virus 1“ (CrACV-1), Isolat I0180_G7-G12 (MH545526), in Feldgrillen[20] (zu „nicht-klassifizierten CRESS“[18])
          - Spezies: „Gryllus bimaculatus volvovirus“, Isolat volvovirus (PP275066)

    - „bacteria-tropic branch of the CRESS virus supergroup“ (aus Metagenomik)[34]
      - Contig „ctbb30“
      - Contig „ctbc27“

    - keinem höheren Rang zugeordnete vorgeschlagene Spezies:
      - Spezies „Dragonfly orbiculatusvirus“ (DfOrV)[35][17] (zu „nicht-klassifizierten CRESS“[18])

## RNA-DNA-Hybridviren
Mehrere der bis heute entdeckten CRESS-DNA-Viren haben ein Genom, das signifikant größer ist, als das bei diesem Phylum normalerweise anzutreffen ist.
Denkbar wäre, dass dies das Ergebnis von Duplikationsereignissen ist.
Darüber hinaus wurde eine Akquisition von Kapsiden mit einer Symmetrie T=3 von den ssRNA-Familien Nodaviridae und Tombusviridae als Ursprung der Familie Bacilladnaviridae beziehungsweise der vorgeschlagenen Familie „Cruciviridae“ vermutet. Offenbar gab es noch weitere Rekombinationsereignisse von ssRNA-Viren oder ssDNA-Bakteriophagen mit CRESS-DNA-Viren.
Bei seit 2001 durchgeführten Metagenomanalysen in den Geothermalgebieten des Lassen-Volcanic-Nationalparks (Geothermal areas in Lassen Volcanic National Park, englisch) in Nordkalifornien wurde eine ssDNA-Genomsequenz (Contig) gefunden, in der sich einerseits in einem mutmaßlichen REP-Gen Homologien zu dem von Porcines Circovirus-2 (PCV-2), Fam. Circoviridae, zeigten. Andererseits gab es in einem mutmaßlichen Kapsidprotein-Gen Homologien zu denen der Familie Tombusviridae (sowie den vorgeschlagenen Spezies „Sclerophthora macrospora virus A“, SmV-A und
„Plasmopara halstedii virus A“ – beide infizieren Eipilze der Familie Peronosporaceae.
Diese gefundenen chimären Contigs wurde einem neuen Virus zugeordnet, für das nach dem dortigen Fundort (Boiling Springs Lake 40,4355° N, 121,3971° W) die Bezeichnung „Boiling Springs Lake RNA-DNA Hybrid Virus“ (BSL-RDHV) vorgeschlagen wurde.
Weitere Metagenomanalysen an verschiedenen Orten lieferten immer mehr an hybriden Contigs. Insgesamt sind von diesen mit Stand Oktober 2020 nicht wenige als 461 Kandidaten bekannt.
Zunächst schienen alle im CAP dem BSL-RDHV homolog zu sein; das REP-Gen scheint dagegen mehrmals von anderen CRESS-DNA-Familien (Circoviridae, Nanoviridae, Geminiviridae) per horizontalem Gentransfer (HGT) übernommen worden zu sein.
Im Laufe der Zeit fanden sich jedoch auch RNA-DNA-Hybridviren (RDHVs), die augenscheinlich nicht der Verwandtschaft von BSL-RDHV angehören: Ein bei Untersuchung der Vielfalt von mit Libellen assoziierten ssDNA-Viren gefundenes Contig mit der Bezeichnung DfCyclV („Dragonfly cyclicusvirus“) zeigte eine schwache, aber signifikante Homologie eines mutmaßlichen Proteins zum CAP des Satelliten-Tabaknekrosevirus (en. Satellite tobacco necrosis virus, STNV oder STMV).
Das CAP des Satelliten-Tabaknekrosevirus unterscheidet sich jedoch in Sequenz und Struktur grundlegend von denen der Tombusviridae und ähnelt am ehesten den CAPs der Geminiviridae.
Daher ist vermutlich DfCyclV kein Mitglied der Klade der BSL-RDHV-ähnlichen Viren.
Über den Fund von RDHVs weiteren Typs berichteten zudem Koonin und Dolja (2012);
und die ssDNA-Familie Bidnaviridae hat offenbar auch eine „turbulente“ evolutionäre Vergangenheit u. a. mit einer mutmaßlichen Gen-Übernahme von den dsRNA-Viren der Reoviridae
Die Entdeckung weiterer Contigs (Genome aus Metagenomanalysen), die Ähnlichkeiten sowohl mit DNA- als auch mit RNA-Viren aufweisen, deutet darauf hin, dass RDHVs vermutlich weiter verbreitet sind als anfangs angenommen.
Für die Klade (Verwandtschaftsgruppe) der BSL-RDHV-ähnlichen chimären Viren
innerhalb der Supergruppe der CRESS-DNA-Viren – dem heutigen Phylum Cressdnaviricota – wurde die informelle Bezeichnung „Cruciviren“ (en. cruciviruses, CruVs), und darüber hinaus der taxonomischen Rang einer Familie mit Namen Cruciviridae vorgeschlagen.